# Épieds (Maine-et-Loire)
Épieds é uma comuna francesa na região administrativa da Pays de la Loire, no departamento de Maine-et-Loire. Estende-se por uma área de 26,99 km². Em 2010 a comuna tinha 754 habitantes (densidade: 27,9 hab./km²).